# Nawojczyn
Nawojczyn – osada w Polsce położona w województwie zachodniopomorskim, w powiecie myśliborskim, w gminie Myślibórz. Miejscowość wchodzi w skład sołectwa Dąbrowa.
W latach 1975–1998 miejscowość administracyjnie należała do województwa gorzowskiego.
W języku niemieckim osada nosiła nazwę Holldorf. Polska nazwa w formie Nawojczyn została oficjalnie przyjęta w 1949 roku.